# Tolmatchiovo (oblast de Novossibirsk)
Tolmatchiovo (en russe : Толмачёво) est un village de Russie situé dans l'oblast de Novossibirsk.

## Géographie
Tolmatchiovo se trouve au est de l'oblast de Novossibirsk. 

## Histoire
La localité est connue depuis 1760.

## Population
Recensements (*) et estimations de la population,,: 
|       | \| 2002* \| 2010* \| 2021* \| - \| \| ----- \| ----- \| ----- \| - \| \| 3 972 \| 4 608 \| 9 242 \| - \| |       |   |
| 2002* | 2010* | 2021* | - |
| 3 972 | 4 608 | 9 242 | - |